# Yousuf Butt
Yousuf Ijaz Butt (urdu ‏يوسف اعجاز بٹ‎, ur. 18 października 1989 w Kopenhadze) – pakistański piłkarz występujący na pozycji bramkarza w duńskim klubie AB Tårnby oraz w reprezentacji Pakistanu.

## Kariera klubowa

### Brønshøj BK
W 2014 roku podpisał kontrakt z klubem Brønshøj BK.

### Svebølle B&I
W 2015 roku przeszedł do drużyny Svebølle B&I.

## Kariera reprezentacyjna
W 2012 roku otrzymał powołanie do reprezentacji Pakistanu. Zadebiutował 19 listopada 2012 w meczu towarzyskim przeciwko reprezentacji Singapuru (4:0). W 2013 roku otrzymał powołanie na Mistrzostwa SAFF 2013, na których rozegrał dwa mecze w fazie grupowej. W 2018 roku został powołany na Mistrzostwa SAFF 2018, na których jego kadra dotarła do półfinału, w którym odpadła z reprezentacją Indii (3:1), a on sam otrzymał nagrodę indywidualną za największą liczbę udanych interwencji.

## Statystyki
(aktualne na dzień 12 lutego 2022)
| Reprezentacja | Rok     | Mecze | Bramki |
| ------------- | ------- | ----- | ------ |
| Pakistan      |         |       |        |
| 2012          | 1       | 0     |        |
| 2013          | 7       | 0     |        |
| 2018          | 5       | 0     |        |
| 2019          | 2       | 0     |        |
| Ogólnie       | Ogólnie | 15    | 0      |

| Mecze i gole w reprezentacji | Mecze i gole w reprezentacji | Mecze i gole w reprezentacji | Mecze i gole w reprezentacji | Mecze i gole w reprezentacji | Mecze i gole w reprezentacji | Mecze i gole w reprezentacji | Mecze i gole w reprezentacji |
| Lp.                          | Data                         | Miejsce                      | Gospodarz                    | Gość                         | Wynik                        | Gol                          | Rozgrywki                    |
| ---------------------------- | ---------------------------- | ---------------------------- | ---------------------------- | ---------------------------- | ---------------------------- | ---------------------------- | ---------------------------- |
| 1.                           | 19.11.2012                   | Singapur                     | Singapur                     | Pakistan                     | 4:0                          |                              | Mecz towarzyski              |
| 2.                           | 14.02.2013                   | Male                         | Malediwy                     | Pakistan                     | 3:0                          |                              | Mecz towarzyski              |
| 3.                           | 17.03.2013                   | Biszkek                      | Tadżykistan                  | Pakistan                     | 1:0                          |                              | el. AFC Challenge Cup 2014   |
| 4.                           | 19.03.2013                   | Biszkek                      | Pakistan                     | Kirgistan                    | 0:1                          |                              | el. AFC Challenge Cup 2014   |
| 5.                           | 01.09.2013                   | Katmandu                     | Indie                        | Pakistan                     | 1:0                          |                              | Mistrzostwa SAFF 2013        |
| 6.                           | 03.09.2013                   | Katmandu                     | Pakistan                     | Nepal                        | 1:1                          |                              | Mistrzostwa SAFF 2013        |
| 7.                           | 13.10.2013                   | Bacolod                      | Tajwan                       | Pakistan                     | 0:1                          |                              | Mecz towarzyski              |
| 8.                           | 15.10.2013                   | Bocaue                       | Filipiny                     | Pakistan                     | 3:1                          |                              | Mecz towarzyski              |
| 9.                           | 04.09.2018                   | Dhaka                        | Nepal                        | Pakistan                     | 1:2                          |                              | Mistrzostwa SAFF 2018        |
| 10.                          | 06.09.2018                   | Dhaka                        | Bangladesz                   | Pakistan                     | 1:0                          |                              | Mistrzostwa SAFF 2018        |
| 11.                          | 08.09.2018                   | Dhaka                        | Pakistan                     | Bhutan                       | 3:0                          |                              | Mistrzostwa SAFF 2018        |
| 12.                          | 12.09.2018                   | Dhaka                        | Indie                        | Pakistan                     | 3:1                          |                              | Mistrzostwa SAFF 2018        |
| 13.                          | 16.11.2018                   | Ar-Ram                       | Palestyna                    | Pakistan                     | 2:1                          |                              | Mecz towarzyski              |
| 14.                          | 06.06.2019                   | Phnom Penh                   | Kambodża                     | Pakistan                     | 2:0                          |                              | el. MŚ 2022                  |
| 15.                          | 11.06.2019                   | Doha                         | Pakistan                     | Kambodża                     | 1:2                          |                              | el. MŚ 2022                  |

## Życie prywatne
Butt urodził się w Kopenhadze i posiada duńskie obywatelstwo. Jego młodszy brat Yaqoob Butt również jest piłkarzem, występuje w duńskim klubie BK Avarta oraz w reprezentacji Pakistanu.